# Szabó Dorottya (színművész)
Szabó Dorottya (Budapest, 1994. július 15. –) magyar színésznő.

## Életpályája
Középiskolai tanulmányait az Egressy Béni Zeneművészeti Szakközépiskolában végezte, jazz-ének szakon. 2004-től szerepelt a szigetszentmiklósi Sziget Színház produkcióiban. 2006-2012 a komáromi Magyar Lovas Színház színésze volt. 2013-tól a Nemzeti Lovas Színház alapító tagja volt.  2016-2021 között a Kaposvári Egyetem színművész szakos hallgatója volt, Cseke Péter osztályában. 2021-től a Kecskeméti Katona József Nemzeti Színház tagja.

## Fontosabb színpadi szerepei
- Carlo Goldoni: Nyaralás... Tita, szobalány
- Anton Pavlovics Csehov: Három nővér... Irina, Andrej testvére
- Nyikolaj Vasziljevics Gogol: A revizor... Marja, polgármester leánya
- Eugene O’Neill: Amerikai Elektra... Hazel Niles, Peter húga
- Jean de Létraz: Tombol az erény... Claudine
- Ray Cooney: A miniszter félrelép... Ápolónő
- Dale Wasserman: Szál a kakukk fészkére... Sandra
- Petőfi Sándor: Tigris és hiéna... Ilona, Béla felesége
- Madách Imre: Az ember tragédiája „Junior”... szereplő
- Móricz Zsigmond – Kocsák Tibor – Miklós Tibor: Légy jó mindhalálig... Bella kisasszony
- Móricz Zsigmond: Nihil... szereplő
- László Miklós – Mohácsi István – Mohácsi János: Illatszertár... szereplő
- Karinthy Ferenc: Gellérthegyi álmok... Lány
- Hamvas Béla: Ördöngösök... Kleofás
- Réczei Tamás: Mengele törpéi... Ovics Frida
- Kerekes János – Barabás Tibor – Darvas Szilárd – Gádor Béla – Szenes Iván: Állami áruház... Őze Margit, a kalauz felesége, Turay Zsuzsanna, eladó a női konfekció osztályon, Lorán Márta, idősebb nő
- Kerékgyártó István: Rükverc... szereplő
- Kálmán Imre – Julius Brammer – Alfred Grünwald: Cirkuszhercegnő... Larissza
- Lehár Ferenc: Luxemburg grófja... Juliette Vermont, énekesnő
- Eisemann Mihály – Békeffi István – Halász Imre: Egy csók és más semmi... Teca
- Bob Fosse – Fred Ebb – John Harold Kander: Chicago... Velma Kelly; Roxie Hart; Liz
- Lévay Sylvester - Michael Kunze: Elisabeth... Helene, Elisabeth nővére, Frau Wolf
- Juhász Levente – Galambos Attila – Szente Vajk: A beszélő köntös... szereplő
- Juhász Levente – Kováts Vera: Kököjszi és Bobojsza... Kököjszi
- Varsányi Péter – Rusznyák Gábor: Jancsi és Julis... Anya
- Tóth Kata: A jegesmedve szerelmese... Gréti